# 小川大輝
小川 大輝（おがわ だいき、2003年4月17日 - ）は、日本の陸上競技選手。専門は400mハ—ドル走。2023年の日本陸上競技選手権大会で優勝した。2024年パリオリンピックの男子400mハ—ドルに出場した。
愛知県出身。東洋大学在学中。